# Elio Vittorini
Pour les articles homonymes, voir Elio (homonymie).
Œuvres principales
- Conversation en Sicile (1938-39)
- Les Hommes et les Autres (1945)
- Erica (1936)

Elio Vincenzo Vittorini, né le 23 juillet 1908 à Syracuse, en Sicile, et mort le 12 février 1966 à Milan, est un romancier, journaliste, traducteur et essayiste italien.
Il est notamment célèbre pour son roman Conversation en Sicile ainsi que pour ses nombreux autres ouvrages, nouvelles, traductions et essais. Écrivain engagé, Vittorini fut successivement anarchiste, « fasciste de gauche », communiste, socialiste puis radical. Dans les années 1940, il entre dans la résistance en devenant un antifasciste notoire. Plusieurs de ses œuvres ont été adaptées au cinéma et il a eu une influence majeure sur de nombreux intellectuels de son temps comme son beau-frère, Salvatore Quasimodo, ou l'écrivain américain Ernest Hemingway.

## Biographie

### Jeunesse
Elio Vincenzo Vittorini naît en juillet 1908 à Syracuse, ville sur la côte est de l'île de Sicile, d'un père originaire de Bologne, dans le nord de l'Italie, et d'une mère sicilienne.
Le grand-père bolonais d'Elio, le colonel Vincenzo Vittorini, fut en effet envoyé en Sicile par le gouvernement des Bourbons et s'y installa après avoir épousé Vincenza Midolo (†1920), la fille d'un armateur syracusain. Ensemble ils donnent naissance à Sebastiano Vittorini (né en 1883), qui exercera la profession de cheminot. Ce dernier épouse Lucia Sgandurra (1879-1957), mère d'Elio et elle-même fille du barbier Salvatore Sgandurra et d'Angela Orefice. Elio Vittorini est ainsi le neveu du sculpteur Pasquale Sgandurra, enseignant à l'Académie des beaux-arts de Florence, ainsi que du botaniste et avocat Antonino Sgandurra.
Elio Vittorini a plusieurs frères et sœurs dont Giacomo, Ugo, Aldo et Jole Vittorini. Son père étant cheminot, il doit se déplacer avec sa famille à plusieurs reprises le long des chemins de fer en Sicile. La sœur d'Elio, Jole Vittorini, naît ainsi à Scicli.
Après ses études élémentaires, il fréquente ensuite un institut technique pour devenir comptable mais y prête peu d'intérêt. En 1922, toujours à Syracuse, Elio Vittorini et plusieurs de ses camarades appartiennent à un groupe anarchiste individualiste nommé « Figli dell'Etna »,. En 1924, après avoir fugué à quatre reprises du domicile familial, il abandonne définitivement la Sicile et part pour le nord de l'Italie.

### Carrière journalistique et littéraire

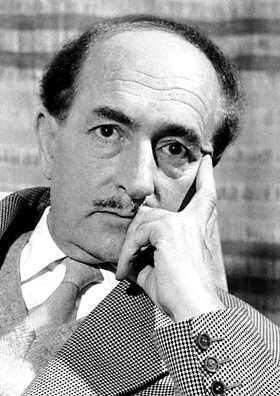
Salvatore Quasimodo, prix Nobel de littérature et beau-frère d'Elio Vittorini.

Elio Vittorini arrive alors en Vénétie et dans le Frioul où il travaille brièvement comme comptable sur un chantier pour une entreprise de construction à Gorizia. Il s'installe ensuite à Florence où il occupe la charge de relecteur pour le journal La Nazione. C'est à cette période qu'il commence à écrire des articles et des courts récits de fiction qu'il envoie alors à Curzio Malaparte, auteur déjà reconnu à l'époque, ce dernier décidant de les publier dans sa revue La Conquista dello Stato. En 1927, il envoie à la revue La Fiera Letteraria, qui accepte de le publier, son premier véritable écrit narratif, intitulé « Ritratto di re Gianpiero ».
Toujours en 1927, Elio Vittorini épouse Rosa Quasimodo, sicilienne comme lui et sœur de l'écrivain et poète Salvatore Quasimodo (1901-1968) qui recevra le Prix Nobel de littérature trente ans plus tard, en 1959. À l'époque ce-dernier n'est qu'un jeune diplômé en physique et c'est Elio Vittorini qui l'aidera à s'installer à Florence en 1929 et qui l'introduira dans les milieux intellectuels et littéraires de la ville.
En 1929, il entre en contact avec le groupe littéraire d'Alberto Carocci (it) et avec la revue Solaria, laboratoire de poésie hermétique et du roman nouveau. Il publie également un article intitulé « Scarico di coscienza » sur la revue L'Italia Letteraria où il accuse la littérature italienne de provincialisme. Enfin, en 1931, il publie aux Éditions de Solaria son premier livre, un recueil de nouvelles intitulé Piccola borghesia et qui fut réédité par les éditions Mondadori en 1953. La même année, à cause d'une intoxication au plomb, il est contraint d'abandonner son poste de relecteur et à partir de cette date il vit principalement de ses activités d'écriture mais aussi de traduction de romans américains et anglais en italien (il est particulièrement connu pour avoir traduit en italien certaines œuvres de William Faulkner, Edgar Allan Poe et D. H. Lawrence).
Entre 1933 et 1934, son roman Il Garofano Rosso est publié en différents numéros sur la revue Solaria mais, à cause de la censure fasciste, il ne sera publié en un unique volume qu'en 1948, après la fin de la guerre, par les éditions Mondadori.

### Engagements politiques etConversation en Sicile
Au milieu des années 1930, alors que le régime de Mussolini a pris le pouvoir, Elio Vittorini se rapproche du fascisme. Il appartient alors au courant des « fascistes de gauche » (militants issus de la gauche ayant adhéré au fascisme). Cependant, en 1936, lorsque la guerre d'Espagne éclate, Elio Vittorini soutient activement la gauche révolutionnaire espagnole. Avec son ami Vasco Pratolini, il prévoit ainsi de s'engager dans les Brigades internationales. Dans la revue Bargello, il exhorte ses camarades à soutenir le camp républicain en Espagne, ce qui cause son expulsion du Parti national fasciste.
Vittorini se rapproche alors du mouvement libertaire. Il soutient notamment les activités de Camillo Berneri, écrivain et philosophe anarchiste qui, expulsé d'Italie, combattra en Espagne avant d'être assassiné en 1937. De plus, Elio Vittorini est aussi proche des spontanéistes, qui soutiennent la création de structures antiautoritaires comme les conseils ouvriers. Vittorini reste également proche de son ami d'enfance Alfonso Failla (1906-1986), anarchiste et résistant sicilien. S'éloignant ensuite de ces positions libertaires, il adhère pendant la Seconde guerre mondiale au Parti communiste italien, alors clandestin.
En 1936, il publie Nei Morlacchi, Viaggio in Sardegna aux éditions Parenti. Ce dernier remporte la même année un prix littéraire remis par la revue L'Italia Letteraria et dont le jury se compose de Grazia Deledda et Cipriano Efisio Oppo. Ce livre sera republié chez Mondadori en 1952 sous le titre Sardegna come un'infanzia.
Il publie dans la revue Letteratura Conversation en Sicile, en plusieurs parties entre 1938 et 1939, qui constitue son ouvrage le plus célèbre. Ce dernier sera réuni en un unique roman et publié en 1941 chez Parenti puis aux Éditions Bompiani.

### Résistance et antifascisme

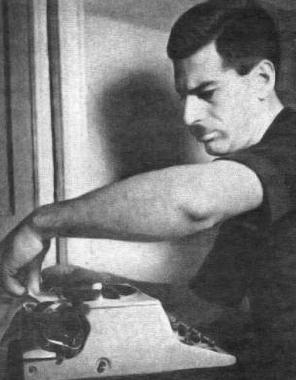
Elio Vittorini face à sa machine à écrire.

Dès 1940, Vittorini entre dans la résistance antifasciste qu'il décrira dans Les Hommes et les Autres en 1945. Il sera quelque temps directeur du quotidien communiste L'Unità après la guerre, en même temps que directeur littéraire des éditions Einaudi de Turin. Après la guerre, il rompt avec le Parti communiste italien, trop lié à la dictature stalinienne.

### Rupture avec les communistes
Il fonde la revue Politecnico en 1945 et se consacre dès lors à ses activités éditoriales, délaissant le roman. Il dirige d'importantes collections pour les éditeurs Einaudi et Mondadori, comme "I Gettoni", "La Medusa", "Nuovi scrittori stranieri". En 1959, il crée la revue Il Menabo, qu'il dirigea avec Italo Calvino. Il est également traducteur vers l'italien de l'œuvre de William Faulkner et de John Steinbeck.

### Soutien des socialistes et des radicaux
En 1960, il publie un texte dénonçant la torture en Algérie. La même année, il devient président du Parti radical.
Il contribua à faire refuser la publication du Guépard de Giuseppe Tomasi di Lampedusa, jugeant son style daté et allant à l'encontre de ses idéaux communistes.

### Dernières années et mort
Elio Vittorini meurt d'un cancer de l'estomac en 1966, à Milan.
Il laisse une œuvre peu abondante, marquée par sa volonté d'y décrire les événements auxquels il prit part, privilégiant l'action et le dialogue.

## Influence littéraire
Elio Vittorini eu une influence importante sur plusieurs autres écrivains de sa génération et des générations suivantes. Pour commencer, il est notamment célèbre pour avoir, à la fin des années 1920, introduit son beau-frère Salvatore Quasimodo, futur lauréat du Prix Nobel de littérature, dans les milieux littéraires de Florence et pour l'avoir poussé à écrire.
De plus, on peut aussi noter que c'est Vittorini qui a introduit le futur écrivain, journaliste et scénariste Vasco Pratolini (1913-1991) dans le monde littéraire alors que ce dernier, autodidacte, avait auparavant exercé les métiers de typographe, barman et vendeur ambulant. Pratolini fut ensuite un grand ami de Vittorini pendant toute sa vie.
Il influença aussi l'écrivain et philosophe Italo Calvino (1923-1985), qui lui a consacré un essai : Vittorini: progettazione e letteratura.
Enfin, l'écrivain américain et lauréat du prix Nobel Ernest Hemingway (1899-1961) était un admirateur du style littéraire de Vittorini. Il rédigea en 1949 la préface de la première édition anglaise de Conversation en Sicile.

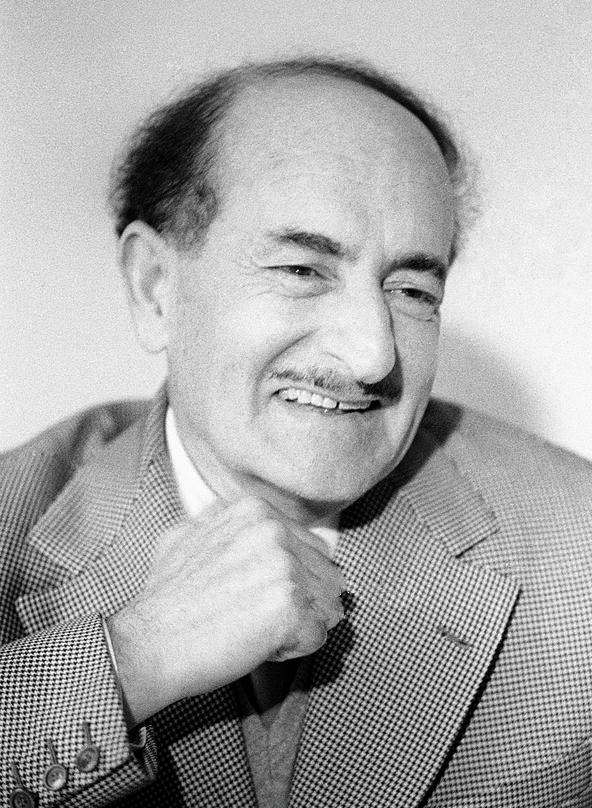
Salvatore Quasimodo en 1959.
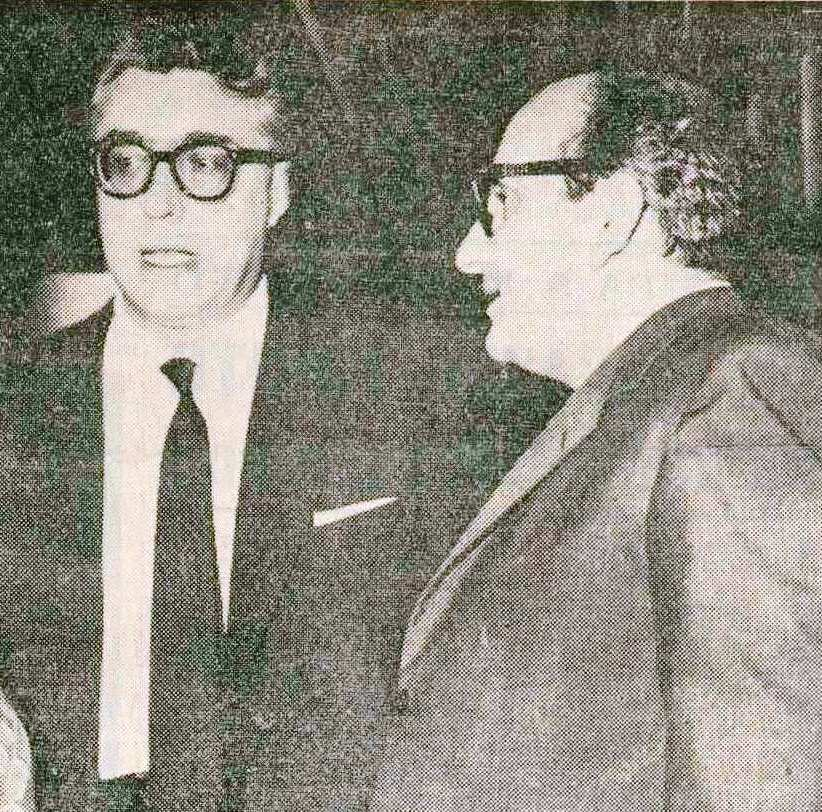
Vasco Pratolini, à droite, en 1959.
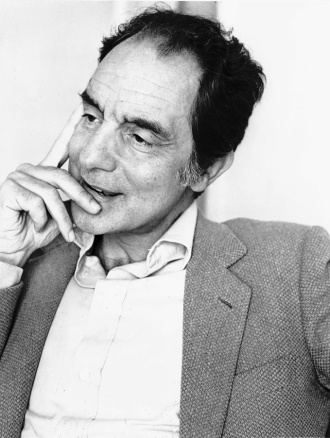
Italo Calvino.
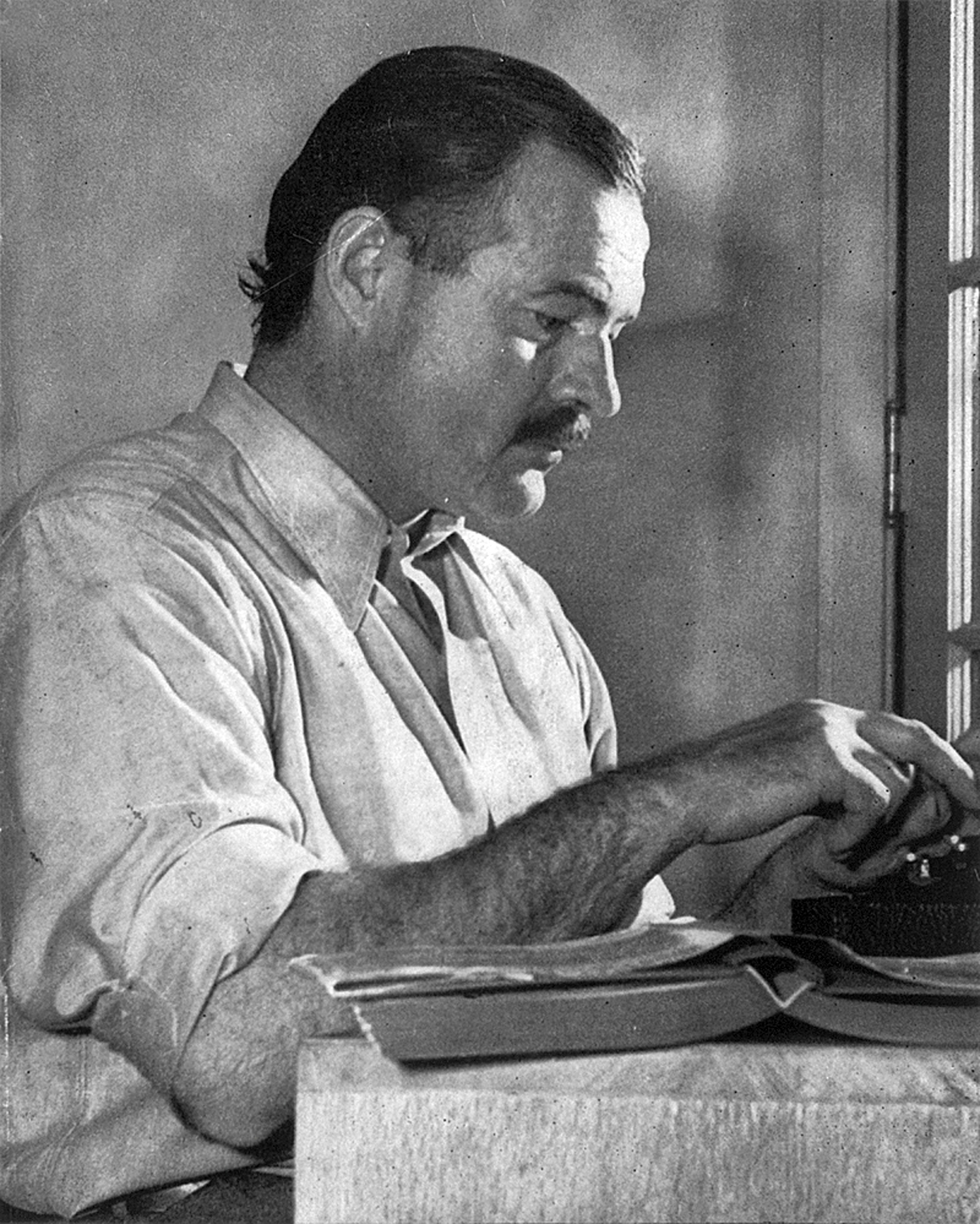
Ernest Hemingway en 1939.

## Œuvres

### Analyse
Vittorini représente dans la culture italienne la figure de l’intellectuel engagé (impegnato), animé par la volonté de contribuer à la rénovation de la société à travers la prise de conscience et la dénonciation de ses contradictions. Pour lui, la littérature doit être un instrument capable de protéger l'homme de la souffrance.
On retrouve, à travers l'ensemble de sa narration, la tendance à transfigurer le concret et la représentation de la réalité dans le fabuleux et le symbolique. Ses premières œuvres se veulent de sensibilité anarcho-révolutionnaire et antibourgeoise.
Les nouvelles Les Petits-Bourgeois exaltent l'instinct et trouvent leur modèle dans le monologue intérieur de Proust et le flux de conscience de James Joyce.
L'Œillet rouge, qui se déroule pendant les années de la montée du fascisme, reflète la crise idéologique de l'écrivain, qui ne tardera pas à entrer dans l'opposition.
Erica est l'histoire d'une adolescente contrainte à la prostitution, qui voit ses idéaux se briser contre le mal du monde et la méchanceté des hommes.
Conversation en Sicile, l’œuvre majeure de Vittorini, raconte le voyage initiatique qu'entreprend vers sa Sicile natale un typographe de Milan, Silvestro Ferrauto. Le roman dénonce les injustices sociales, et se veut une critique voilée du régime fasciste italien.
Après la guerre et son expérience de partisan, Vittorini adhère au néoréalisme dont il devient une des figures majeures, publiant de nombreux jeunes auteurs italiens comme Italo Calvino.

### Publications
- Les Petits-Bourgeois (Piccola borghesia), 1931
- Conversation en Sicile (Conversazione in Sicilia), 1941
- Les Hommes et les Autres (Uomini e no), 1945
- Le Simplon fait un clin d'œil au Fréjus (Il Sempione strizza l'occhio al Frejus), 1947
- L'Œillet rouge ( Il garofano rosso), 1948
- Les Femmes de Messine (Le donne di Messina), 1949
- Erica (Erica e i suoi fratelli), 1956
- Journal en public (Diario in pubblico), 1957
- Sardaigne comme enfance (trad. de l'italien par Angélique Lévi), Caen, Nous, 2012, 104 p. (ISBN 978-2913549630)
- Les hommes et la poussière (trad. de l'italien par Marie Fabre), Caen, Nous, 2018, 160 p. (ISBN 978-2370840608)

### Adaptations au cinéma
Plusieurs films furent tirés des œuvres d'Elio Vittorini :
- Le roman Conversation en Sicile d'Elio Vittorini fut adapté au cinéma en 1999 sous le titre de Sicilia!, film franco-italien réalisé par Jean-Marie Straub et Danièle Huillet. Il fut présenté dans la section Un certain regard au Festival de Cannes de 1999.
- Operai e contadini (en français : Ouvriers, paysans), toujours réalisé par Jean-Marie Straub et Danièle Huillet et paru en 2001.
- Le Retour du fils prodigue - Humiliés, encore de Jean-Marie Straub et Danièle Huillet (ce qui en fait leur troisième adaptation d'une œuvre de Vittorini), paru au cinéma en 2002.
- En 1980, son roman Uomini e no (publié en 1945) fut adapté au cinéma sous le même titre (Men or Not Men en anglais), un film de guerre dramatique réalisé par Valentino Orsini.
- Le film Garofano rosso, réalisé en 1976 par Luigi Faccini, est tiré du roman homonyme, Il Garofano Rosso, écrit en 1933 par Elio Vittorini.